# Gara Zărnești
Gara Zărnești este o gară care deservește orașul Zărnești, județul Brașov, România.
Gara din Zărnești are 5 linii: 2 de călători și 3 de marfă. Mai are o linie către depozitul Rompetrom. Are și o linie industrială către fabrica EcoPaper, care este folosită rar. Mai erau încă 3 linii industriale, dar au fost acoperite cu asfalt. Mai are o linie industrială unde se descarcă vagoanele cisternă.
Gări adiacente: Traian Mușoiu h. A fost inaugurată în anul 1891.

## Operatori feroviari
Pe linia 203 operează trenuri ale operatorilor RegioTrans, Grup Feroviar Român și DB Cargo Romania. RegioTrans operează cu automotoare Carravele seria X4500/X4300 și automotoare Alstom seria X72500. Mai operează cu vagoane cisternă. Grup Feroviar Român operează și ei cu Cisterne. DB Cargo România operează rar cu marfare pentru EcoPaper. Pe vremuri erau trenuri ale CFR.